# Kap Roca
Kap Roca (portugisisk: Cabo da Roca) er navnet på det vestligste punkt på det europæiske fastland – et forrevet klippe-forbjerg på den portugisiske atlanterhavskyst i kommunen Sintra, ca. 32 km vest for Lissabon og 12 km nordvest for Cascais. Navnet betyder “Klippens pynt” på portugisisk, og blev af romerne betegnet Promontorium Magnum og i søfarertiden som Lissabons klippe.
På stedet findes et monument med en plade, der beskriver positionen som: 38° 47' N og 9° 30' W samt højden 140 meter over middelhavniveau. Den pænt afrundede koordinat ligger dog 333 m længere mod nordvest, ude i vandet. Monumentet bærer også inskriptionen:
“Aqui... Onde a terra acaba e o mar começa...”
“Her... hvor landet ender og havet begynder...” – 1600-tals digteren Luís de Camões beskrivelse af stedet.
Udover monumentet, findes der også et turistkontor/souvenirbutik, en bar, samt i den mere seriøse afdeling, et fyrtårn og en havradiosender.

## Geografi
Kysten omkring Kap Roca er en blanding af små sand- og stenstrande afbrudt af klippefremspring. Klipperne er den vestlige del af Sintrabjergene, i antikken også kendt som Månebjergene (Lunae Mons), og som i dag er en del af Nationalparken Sintra-Cascais.

## Geologi
Sintrabjergene blev skabt i kridttiden for mere end 90 millioner år siden, ved at magma nedefra trængte ind i de sedimentære bjergarter, aflejret under juratiden. Det har været en periode med voldsomme vulkanudbrud, hvilket kan ses på strandstenene. Andre dele af magmaen er størknet, i gange inde i de sedimæntære lag. Denne bjergkædedannelse er også årsag til at lagene undervejs er blevet foldet, hvilket tydeligt kan ses i klipperne nord for Kap Roca, mens klipperne i den sydlige del af området består af forskellige magmatiske bjergarter fra granit til basalt.

## Flora og fauna
De fleste planter har lav vækst og er tilpasset saltvandet og de forblæste forhold på kysten. Man har registreret 901 forskellige plantearter der betragtes som oprindelige for egnen. Derudover har man registreret 149 arter der er ud fra kommende. Visse af dem er meget invasive og udgør et stort problem, f.eks. den krypende og måttedannende plante Carpobrotus edulis (Hottentotfigen), der blev plantet af lokale for flere årtier siden, men nu dækker det meste af den dyrkbare jord omkring forbjerget. En del trækfugle stopper op og hviler ud langs med klipperne. Og kystområdet giver også beskyttelse for truede dyrearter som f.eks. vandrefalken og stor hornugle.

## Galleri
- Monumentet i solnedgangen
- Inskriptionen på monumentet, der deklarerer Kap Roca som fastlands Europas vestligeste punkt
- Udsigten mod nord
- Fyrtårnet
- Havlandskab efter solnedgang
Dagens billede 28. maj 2008